# Сліпці і слон

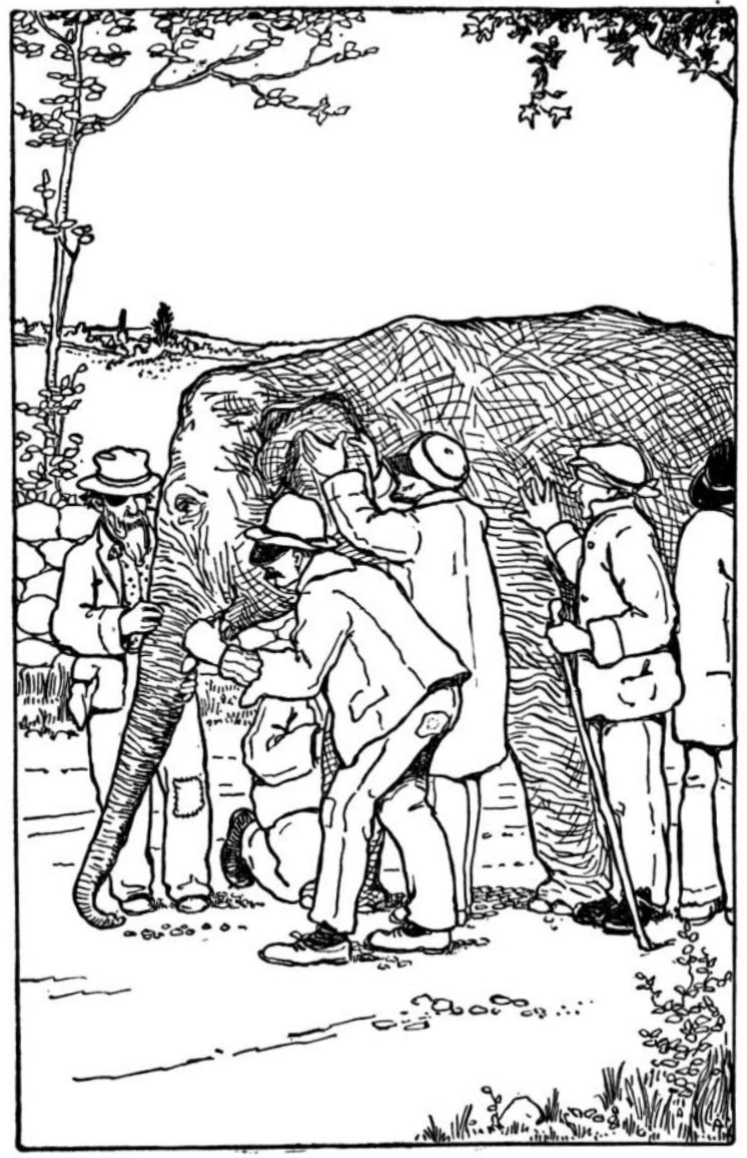
Ілюстрація (початок XX століття)

«Сліпці і слон» — назва давньоіндійської притчі, що нагадує відомий в Європі міф про печеру. Версії цієї притчі відомі в джайнській, буддійській, індуїстській і суфійській культурах.

## Притча
У різних варіантах притчі група сліпих людей (або людей, що знаходяться в темряві) торкають слона, щоб зрозуміти, що він собою являє. Кожен з них торкається до різних частин його тіла, але при цьому тільки до якоїсь однієї з них, наприклад, до боку, хобота або бивня. Потім вони описують свої враження від дотиків один одному і починають суперечку, оскільки кожен описує слона по-різному, при цьому насправді жоден з описів не є правильним. У деяких варіантах притчі вони в підсумку починають доповнювати описи один одного, щоб разом скласти повний опис реального слона.

## Тлумачення
Притча про слона і сліпців ілюструє поняття істини й омани. У різних контекстах притчу пов'язували з релятивізмом, непізнаваним характером істини, поведінкою експертів в галузях, де має місце дефіцит або недоступність інформації, потребою в спілкуванні і необхідністю поваги до різних точок зору.

## В літературі
Англійський поет Джон Годфрі Сакс (1816—1887) надав притчі віршованої форми, внаслідок чого ця алегорія і здобула велику популярність в англомовних країнах. Російською мовою стала популярною під назвою «Учёный спор» («Вчена суперечка») в перекладі С. Я. Маршака (1940 рік).